# Лицевая артерия
Лицевая артерия (лат. arteria facialis) — отходит от передней стенки наружной сонной артерии. Отходя от наружной сонной артерии, изредка, лицевая и язычная артерии (лат. a. lingualis) образуют язычно-лицевой ствол (лат. truncus linguofacialis).

## Топография
Вначале лицевая артерия проходит под задним брюшком двубрюшной мышцы (лат. musculus digasticus venter posterior) и грудино-ключично-сосцевидной мышцей (лат. m. stercnocleidomastoideus). Затем, проходя в поднижнечелюстном треугольнике, проходит, прилегая к (или прободая) поднижнечелюстной слюнной железе, отдает ей железистые ветви (лат. rr. glandulares). Далее, перегибая край нижней челюсти, кпереди от места прикрепления жевательной мышцы (лат. m. masseter), направляется к медиальному углу глаза между поверхностными и глубокими мимическими мышцами, попутно отдавая ветви. Достигает медиального угла глаза в виде своей конечной ветки — угловая артерия (лат. a. angularis). В этой же области угловая артерия анастомозирует с дорзальной артерией носа (лат. a. dorsalis nasi), терминальной ветвью глазной артерии (лат. a. ophthalmica). Таким образом образуется анастомоз между внутренней и наружной сонными артериями.

## Ветви лицевой артерии
Лицевая артерия на своём протяжении отдаёт ветви как на шее, так и на лице:
1. Восходящая небная артерия (лат. a. palatina ascendens) идет ввёрх, проходит между шилоподъязычной мышцей (лат. m. stylohyoideus) и шилоглоточной мышцей (лат. m. stylopharyngeus), кровоснабжает эти мышцы. Заканчивается мелкими ветвями в нёбных миндалинах, глоточного отверстия слуховой трубы и слизистой оболочке зева[4][7];
2. Миндаликовая ветвь (лат. r. tonsillaris), прободая верхний констриктор глотки, заканчивается в небной миндалине[8]. Отдает небольшие ветки к стенки глотки и корню языка;
3. Железистые ветви (лат. rr. glandulares) мелкие и многочисленные ветви, идущие к поднижнечелюстной железе;
4. Подподбородочная артерия (лат. a. submentalis) проходит под нижней челюстью, питает подподбородочную и поднижнечелюстную слюнные железы, челюстно-подъязычную мышцу (лат. m. mylohyoideus) и кожу подподбородочной зоны[9]. Анастомозирует с подъязычной артерией (лат. a. sublingualis), ветвью язычной артерии (лат. a. lingualis). Поднимаясь наверх, по передней поверхности нижней челюсти, кровоснабжает мышцу, опускающую нижнюю губу (лат. m. depressor labii inferioris), анастомозирует с нижней губной артерией (лат. a. labialis inferior). Так же имеет анастомозы с ментальной артерией (лат. a. mentalis— ветвью a. alveolaris inferior)[9];
5. Верхняя и нижняя губные артерии (лат. aa. labiales superior et inferior) кровоснабжает круговую мышцу рта, слизистую оболочку губ, кожу данной области[10];
6. Боковая носовая ветвь (лат. r. lateralis nasi) кровоснабжает кожу крыла носа[11];
7. Конечная ветвь — угловая артерия (лат. a. angularis) подходит к боковой поверхности носа и поднимается вверх в направлении медиального угла глаза. Кровоснабжает эти части, отдавая небольшие веточки к крылу носа, спинке носа, верхнему и нижнему веку, также анастомозирует с дорзальной артерией носа[12][13].